# Phyllopertha punctigera
Phyllopertha punctigera är en skalbaggsart som beskrevs av Leon Fairmaire 1888. Phyllopertha punctigera ingår i släktet Phyllopertha och familjen Rutelidae. Inga underarter finns listade i Catalogue of Life.